# Cratyna sepei
Cratyna sepei är en tvåvingeart som beskrevs av Heikki Hippa och Pekka Vilkamaa 2005. Cratyna sepei ingår i släktet Cratyna och familjen sorgmyggor.
Artens utbredningsområde är Finland. Inga underarter finns listade i Catalogue of Life.